# Erwin Mulder
Erwin Mulder, né le 3 mars 1989 à Pannerden aux Pays-Bas, est un footballeur néerlandais, aujourd'hui retraité, qui joue au poste de gardien de but.

## Biographie
Le 31 juillet 2020, il rejoint SC Heerenveen.